# Барнгарт (Міссурі)
Барнгарт (англ. Barnhart) — переписна місцевість (CDP) в США, в окрузі Джефферсон штату Міссурі. Населення — 5832 особи (2020).

## Географія
Барнгарт розташований за координатами 38°20′13″ пн. ш. 90°24′20″ зх. д. / 38.33694° пн. ш. 90.40556° зх. д. (38.337047, -90.405550).  За даними Бюро перепису населення США в 2010 році переписна місцевість мала площу 13,60 км², з яких 13,19 км² — суходіл та 0,41 км² — водойми.

## Демографія
Згідно з переписом 2010 року, у переписній місцевості мешкали 5682 особи в 1920 домогосподарствах у складі 1576 родин. Густота населення становила 418 осіб/км².  Було 2003 помешкання (147/км²).
Расовий склад населення:
| - 97,4 % — білих - 0,5 % — чорних або афроамериканців - 0,4 % — азіатів - 0,3 % — корінних американців |

До двох чи більше рас належало 1,1 %. Частка іспаномовних становила 2,1 % від усіх жителів.
За віковим діапазоном населення розподілялося таким чином: 27,6 % — особи молодші 18 років, 65,5 % — особи у віці 18—64 років, 6,9 % — особи у віці 65 років та старші. Медіана віку мешканця становила 34,5 року. На 100 осіб жіночої статі у переписній місцевості припадало 101,5 чоловіків;  на 100 жінок у віці від 18 років та старших — 102,5 чоловіків також старших 18 років.
Середній дохід на одне домашнє господарство  становив 77 080 доларів США (медіана — 66 438), а середній дохід на одну сім'ю — 77 931 долар (медіана — 68 750). За межею бідності перебувало 7,0 % осіб, у тому числі 3,3 % дітей у віці до 18 років та 22,4 % осіб у віці 65 років та старших.
Цивільне працевлаштоване населення становило 3266 осіб. Основні галузі зайнятості: освіта, охорона здоров'я та соціальна допомога — 21,9 %, будівництво — 18,5 %, виробництво — 16,8 %.